# Torre Santa Sabina
Torre Santa Sabina è una frazione, situata sulla costa adriatica dell'alto Salento, del comune di Carovigno, in provincia di Brindisi.

## Geografia fisica
Si trova a circa 25 km dal capoluogo se si decide di percorrere in direzione sud-est nord-ovest la vecchia via Traiana, odierna strada statale 379, che costeggia il mare Adriatico.
Le distanze dalle città vicine sono:
- 7 km da Carovigno
- 13 km da Ostuni
- 15 km da San Vito dei Normanni
- 18 km da San Michele Salentino
- 25 km da Brindisi

## Storia
Già frequentato nell'Età del Bronzo, il sito venne utilizzato fin dal VII secolo a.C. come scalo portuale dell'antica città messapica di Karbina (Κάρβινα), che sorgeva presso l'odierna Carovigno, come attestano frammenti ceramici rinvenuti sui fondali. Si trattava di un porto di notevole importanza, avendo una cava di pietra aperta proprio in prossimità della costa, quindi una zona ampiamente battuta dalle navi che trasportavano mercanzie, soggetta ai traffici commerciali tra la Grecia e le città dell'Italia meridionale.

La spiaggia dei Camerini negli anni sessanta.

Non è da escludere che il borgo abbia svolto un ruolo più ampio di centro di redistribuzione, funzionale ad altri insediamenti messapici della fascia subcostiera, come San Vito dei Normanni e Ostuni. Le attività marittime proseguirono dall'età micenea fino a quella medievale e moderna (tra gli anni '70 e '80 sono stati recuperati circa undicimila reperti archeologici appartenenti a diversi periodi storici).

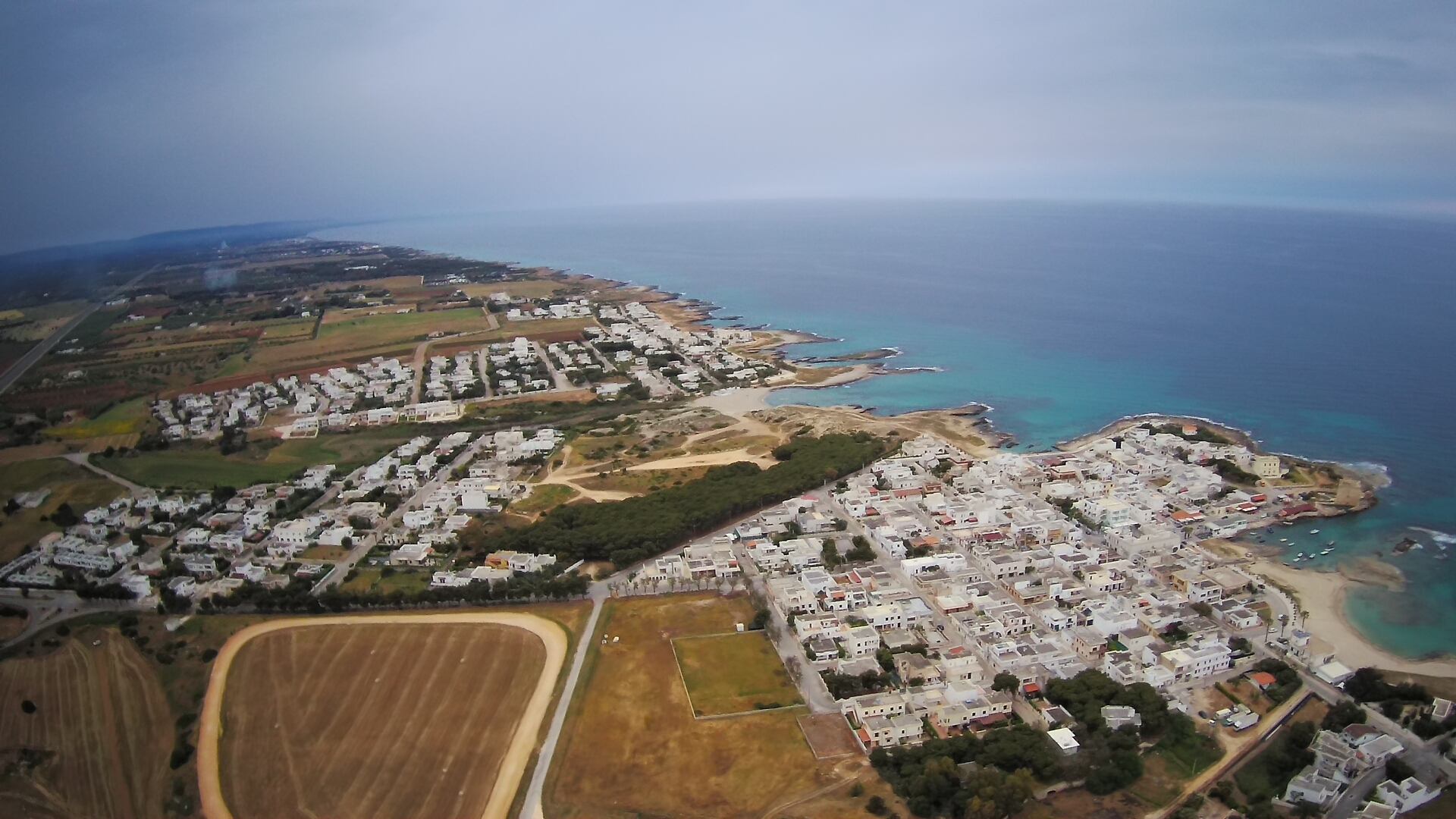
Veduta dall'alto

In epoca imperiale fu sede della stazione di sosta detta Ad Speluncas (così chiamata per via delle grotte presenti in zona), ubicata lungo la Via Traiana. In periodo bizantino il suo territorio era cosparso di insediamenti rupestri e il nome di Santa Sabina deriverebbe dal culto dedicato a questa santa in una delle cripte allora esistenti. Nel XIII secolo si insediarono nella contrada i Cavalieri Teutonici, e vi costruirono un ospedale e forse la prima torre: un inventario di Raimondo Orsini del Balzo della fine del Trecento menziona infatti in questa località una torre distrutta.
Studi sul territorio suggeriscono che l'area sia stata colpita da due maremoti: uno data 6 aprile 1667 e fu originato dal terremoto che distrusse Ragusa di Dalmazia; un secondo tsunami flagellò le coste il 20 febbraio 1743 ed ebbe come epicentro il Canale d’Otranto.

### La torre
La torre di Santa Sabina è una delle tre torri a forma ottagonale "a cappello da prete" del Sud-Italia, oltre a quelle di Cofano e di San Pietro in Bevagna. In particolare la torre di Santa Sabina ha forma stellare a quattro spigoli orientati verso i punti cardinali, con coronamento merlato. Fu edificata, con ogni probabilità, tra la fine del XV e l'inizio del XVI secolo, come torre di controllo del porticciolo, dai feudatari di Carovigno; venne poi demanializzata dalla Regia Corte sul finire del Cinquecento secondo le disposizioni del viceré Pedro Afán de Ribera entrando a far parte del circuito di torri di avvistamento antisaraceno. È infatti collegata visivamente con Torre Pozzelle a nord e con Torre Guaceto a sud, che comunicavano tra loro attraverso un piccolo falò acceso dai soldati quando avvistavano in lontananza il nemico proveniente dal mare, in particolare le incursioni turche.
Nella seconda metà dell'Ottocento la torre, che aveva ospitato un ufficio della Regia Dogana, versò in stato di abbandono. Ritornò in mani private nel 1915, quando fu acquistata dalla famiglia Dentice di Frasso che la ristrutturò e la vendette in seguito ad altri privati.

## Turismo

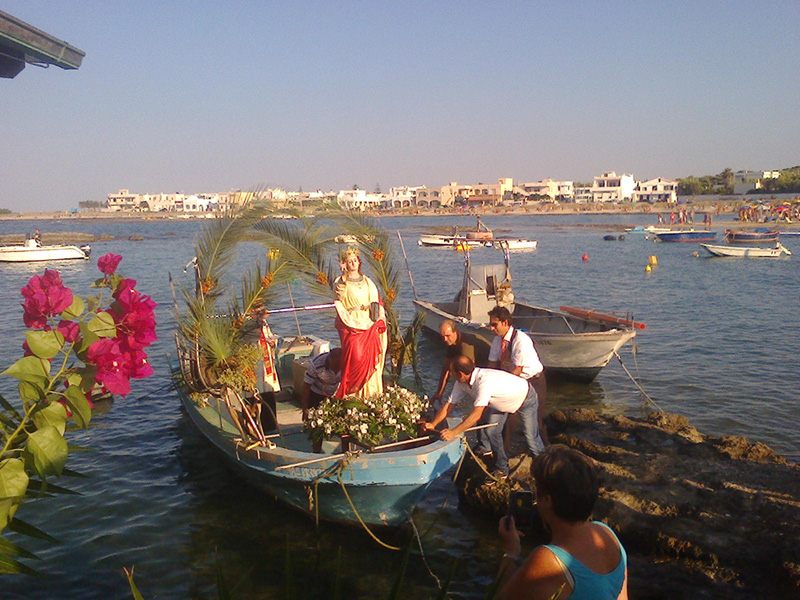
Processione a mare del santo patrono.

Località prettamente dedita al turismo balneare, Torre Santa Sabina – Marina di Carovigno – conta qualche decina di abitanti durante il resto dell'anno. Presenta diverse strutture alberghiere e numerosi ristoranti, bar e pub frequentati dalla popolazione dell'entroterra e meta di turisti italiani e stranieri, tanto da essere considerata il luogo elettivo della movida carovignese.
Il porticciolo naturale, situato nelle immediate vicinanze della torre, ospitava alcune imbarcazioni di pescatori. Accanto ad esso si stende un'ampia baia con spiaggia di sabbia, e non molto lontano una piccola pineta.
Nel borgo è presente una Chiesa Rettoria Santa Sabina, che dipende dalla Parrocchia S. Pietro Apostolo di Carovigno.
Nel 2007, e dal 2016 in poi, al comune di Carovigno, coi suoi 14 km di costa (tra basse scogliere, calette e grandi spiagge), è stata assegnata la Bandiera Blu, riconoscimento internazionale conferito dalla Foundation for Environmental Education (Fee), che premia la qualità ambientale delle località turistiche balneari.

### Spiagge
Le spiagge più note di Torre Santa Sabina sono:
- La Mezzaluna ("Bandiera Blu")
- Lo Scoglio del Cavallo
- Camerini
- Isoletta
- La Gola
- Ponte Sgarrato